# Heritabilitet
Heritabilitet är ett begrepp som används inom kvantitativ genetik och är ett mått på hur mycket av variationen av en viss egenskap (till exempel kroppslängd) inom en population som beror på genetiska skillnader. Heritabilitet anges som ett tal mellan 0 och 1, eller som en procentsats mellan 0 % och 100 %. En heritabilitet på 1 indikerar att de uppmätta skillnaderna helt beror på genetiska faktorer medan en heritabilitet på 0 indikerar att skillnaderna inte beror på gener. Exempelvis har mängden mjölk som produceras av nötkreatur en heritabilitet på 0,25 (25 %), vilket innebär att 0,75 (75 %) beror på andra omständigheter än genetiskt arv.
Begreppet används främst när det handlar om egenskaper som till viss del antas kunna bero på arv, men som inte avgörs av någon enskild gen.

## Exempel
Vi kan tänka oss att det under vissa förutsättningar tar genomsnitt 100 dagar innan ett planterat solrosfrö från ett visst bestånd utvecklats till en utslagen solros. Vi kan också tänka oss att heritabiliteten för egenskapen "dagar från sådd till utslagen solros" är 0,2. Ifall vi då korsar två blommor som bara tar nittio dagar på sig från plantering till blomning så förväntar vi oss att avkomman tar 98 dagar på sig till blomning. Föräldragenerationen skilde sig tio dagar från medelvärdet men heritabiliteten var 0,2 så barngenerationen förväntas avvika "0,2 gånger 10" dagar i tid från sådd till blomning.